# マヌアエ島
マヌアエ島 (マヌアエとう、Manuae)は南クック諸島、アイツタキ島の南東100キロメートルに位置する無人の環礁。行政上はアイツタキ島の一部に含まれ、Arutanga-Reureu-Nikaupara選挙区の一部になっているが、アイツタキの地域もしくはタペレには含まれていない。

## 地理

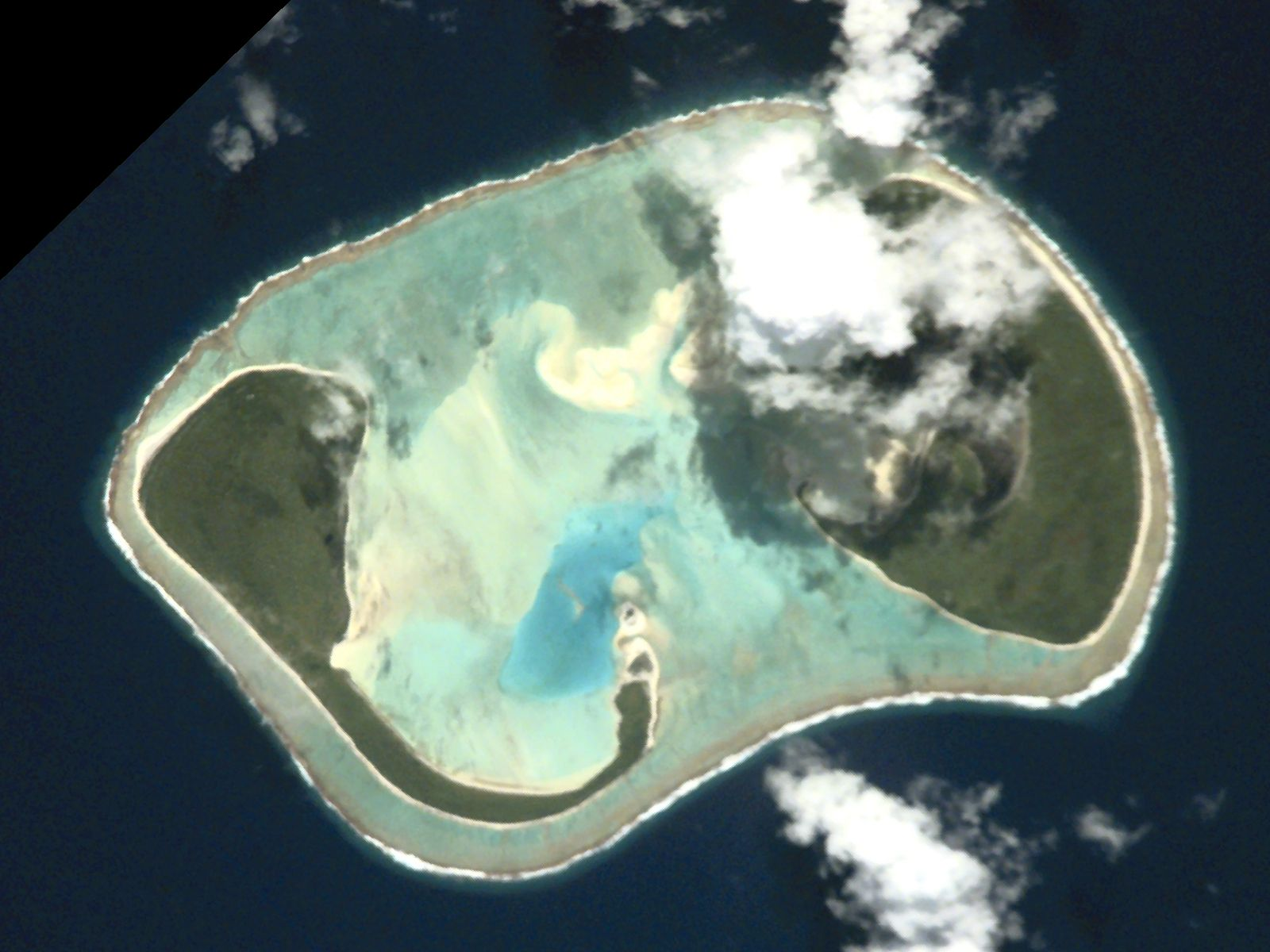
マヌアエ島の俯瞰図

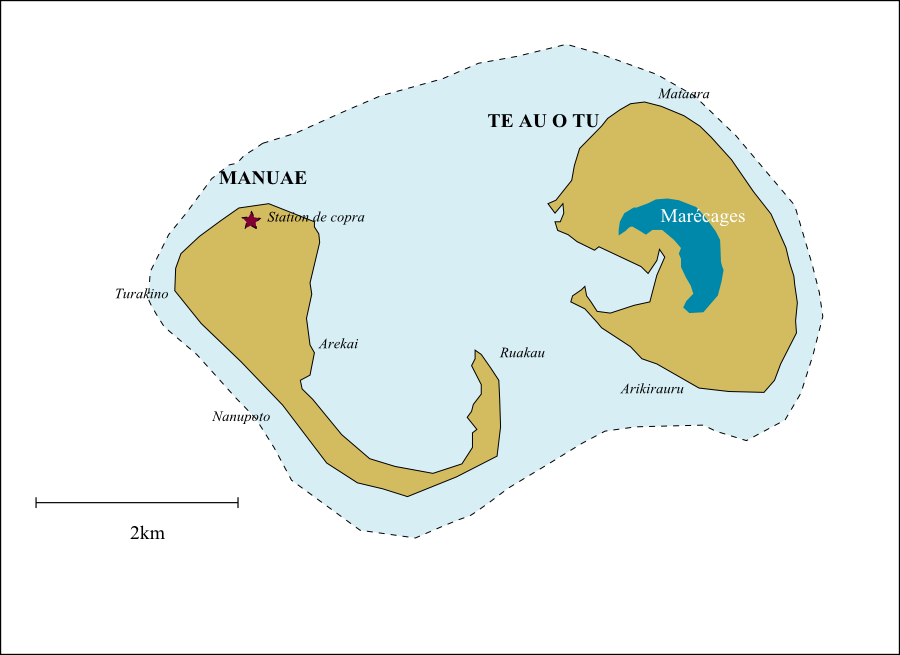
マヌアエ島の地図

マヌアエ島は海底4000メートルに沈降した海底火山の山頂に位置する真の環礁である（沈降説も参照）。
マヌアエ島は、およそ7km × 4kmの礁湖の東西にある2つのコの字型をした小島からなっており、西の島はマヌアエ、東の島はTe Au O Tuと呼ばれる。マヌアエの面積は2.1km2、Te Au O Tuの面積は3.9km2であり、環礁全体の総面積は6.17km2。礁湖の面積は浅瀬と砂州の大きな面積変動の影響を受けるが、その面積はおよそ13km2である。環礁は珊瑚礁に囲まれており、珊瑚礁を通過する海路はない。
マヌアエ島は海中公園として指定されており、太平洋中域の海鳥やウミガメの重要な繁殖地となっている。また、マヌアエ島の沖合いは良い漁場にもなっている。

## 歴史
マヌアエ島は1773年9月23日、クック諸島を初めて航海したジェームズ・クックによって発見された。クックは初めマヌアエ島をサンドイッチ島と名づけたが、後に海軍提督であった第3代ブリストル伯アウグストゥス・ハーヴェイを記念して島の名前をハーヴェイ島に変更し、代わりにハワイ諸島をサンドイッチ諸島と名付けた。ハーヴェイ島という名称は後に一般化し、南クック諸島全体がハーヴェイ諸島と呼ばれるようになった。ハーヴェイ諸島という名は、1779年に死亡したジェームズ・クックを記念して1824年にロシアのアーダム・ヨハン・フォン・クルーゼンシュテルンがクック諸島という名に改めるまでの間一般的であった。
1965年4月から5月の間にマヌアエ島の人口は一時的に120人にまで増加した。これは、1965年5月30日の皆既日食を観測するために、オーストラリア、ニュージーランド、日本、イギリス、アメリカおよびソ連の6カ国からの探検隊がマヌアエ島に訪れたことによる。
ノルウェーの小説家アーランド・ローは、1999年に発表した『Ｌ』においてマヌアエ島への探検についてユーモラスに書いている。

## 経済
マヌアエ島ではかつて、環礁西端のTurakinoの北東方向に隣接する1キロメートルに満たない小さな珊瑚礁の海路において、殖民による小規模なコプラ産業が確立されていた。この海路は礁湖から外海への入り口となっており、幅は4メートルにも満たず大きな波のうねりがあるため土地鑑なしに航行するのは非常に危険であった。
マヌアエ島には滑走路が存在するが利用されていない。アイタツキ島の漁師が時折マヌアエ島への旅行を行っている。マヌアエ島では、アイタツキ島に適用されている規則全てがそのまま適用される。

## 人口統計
マヌアエ島の人口は、1956年の国勢調査における32人が最大であったが、その20年後には島は放棄されて無人島となった。
- 1926: 23 [5]
- 1936: 8
- 1956: 32
- 1961: 18
- 1966: 16
- 1971: 2
- 1976: -